# Salomon August Andrée
Salomon August Andrée (Gränna, 18 ottobre 1854 – Kvitøya, 1897) è stato un esploratore, fisico e politico svedese.

## Biografia
Esplorò l'Artico. Nel suo ultimo viaggio tentò di raggiungere il Polo nord con una mongolfiera l'11 luglio 1897, ma la spedizione si concluse tragicamente con la morte sua e degli altri due partecipanti. Il suo ultimo messaggio rivolto alla famiglia risale al 13 luglio 1897. In tale messaggio diceva di stare bene, poi non si ebbero più notizie di lui. I suoi resti vennero ritrovati molti anni dopo, nel 1930, dal giornalista e aviatore italiano Vittorio Beonio Brocchieri.
Giovanni Pascoli scrisse un poemetto celebrativo dell'esploratore, intitolato Andrée.